# Hans Andersson-Tvilling
Hans Lennart Andersson-Tvilling  (* 15. Juli 1928 in Bromma) ist ein ehemaliger schwedischer Eishockey- und Fußballspieler. Sein Zwillingsbruder Stig Andersson-Tvilling war ebenfalls Eishockeyspieler. 

## Karriere
Auf Vereinsebene spielte Hans Andersson-Tvilling ausschließlich für Djurgårdens IF. Von 1947 bis 1958 trat er mit seiner Mannschaft in der Division 1, der damals höchsten schwedischen Spielklasse, an. In den Jahren 1950, 1954, 1955 und 1958 gewann er mit Djurgårdens IF jeweils den schwedischen Meistertitel.
Zudem spielte er für Djurgården Fußball, unter anderem dreimal in der Saison 1955/56. Zudem absolvierte er vier Länderspiele für die schwedische Fußballnationalmannschaft.

### International
Für Schweden nahm Andersson-Tvilling an den Olympischen Winterspielen 1952 in Oslo sowie 1956 in Cortina d’Ampezzo teil. Bei den Winterspielen 1952 gewann er mit seiner Mannschaft die Bronzemedaille. Als bestes europäisches Team wurde Schweden zudem Europameister. Des Weiteren stand er im Aufgebot seines Landes bei der Weltmeisterschaft 1953, bei der er mit Schweden die Goldmedaille gewann und damit erneut auch Europameister wurde, sowie bei der Weltmeisterschaft 1954, bei der er mit seiner Mannschaft die Bronzemedaille gewann. 

## Erfolge und Auszeichnungen
- 1950 Schwedischer Meister mit Djurgårdens IF
- 1954 Schwedischer Meister mit Djurgårdens IF
- 1955 Schwedischer Meister mit Djurgårdens IF
- 1958 Schwedischer Meister mit Djurgårdens IF

### International
- 1952 Bronzemedaille bei den Olympischen Winterspielen
- 1953 Goldmedaille bei der Weltmeisterschaft
- 1954 Bronzemedaille bei der Weltmeisterschaft